# Antigua Sinagoga de Dusambé

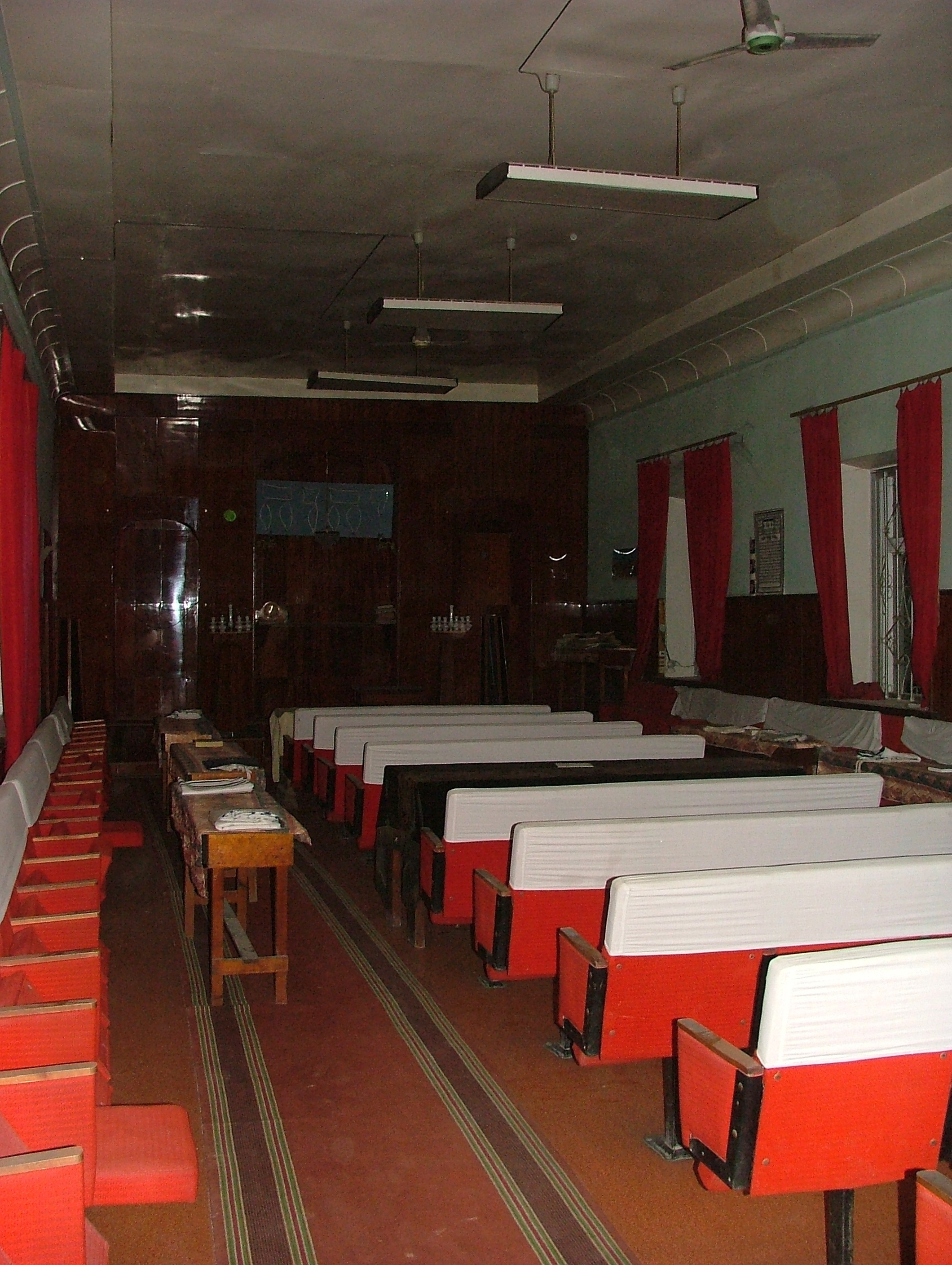
Interior de la sinagoga.

La sinagoga de Dusambé, ahora conocida como Antigua sinagoga de Dusambé o la sinagoga Bujarí, fue construida en Dusambé, la ciudad capital de Tayikistán, en uno de los barrios judíos que existían en la ciudad en el siglo XIX. La sinagoga formaba parte del complejo comunitario judío de la ciudad, que además incluía una escuela y una mikve. En febrero del año 2006, el gobierno de Tayikistán comenzó a demoler los edificios comunitarios judíos como parte de un plan para desarrollar urbanísticamente la ciudad y además dejar espacio para la construcción del nuevo palacio presidencial y jardines. La destrucción de la sinagoga fue retrasada debido a la protesta de la comunidad internacional y una serie de acciones en los tribunales, hasta fines del mes de junio de 2008, cuando el edificio fue finalmente derruido.

## El edificio
Construido por la comunidad bujarí hace más de cien años, la sinagoga fue tomada por los soviéticos en el año 1920 y nacionalizada en el año 1952. A la comunidad judía le fue permitido usar el edificio en el año 1958, aunque seguía bajo control del gobierno. En el año 1995, dentro de una serie de ataques a casas y edificios de la comunidad judía, la sinagoga fue atacada. En mayo del año 2003, la comunidad recibió una carta en la cual se le ordenaba a los judíos desocupar los edificios comunitarios, para julio de ese año. La destrucción originalmente estaba planeada para el año 2004, aunque fue iniciada en febrero de 2006 con la destrucción de la mikve de la comunidad, la carnicería y las aulas de clases y salones de estudios religiosos. La destrucción de la sinagoga fue retrasada debido a la protesta masiva de la comunidad internacional y una serie de acciones en las cortes hasta el final del mes de junio de 2008, cuando al final fue destruido el edificio de la sinagoga. 

## Reacciones a la destrucción de la sinagoga

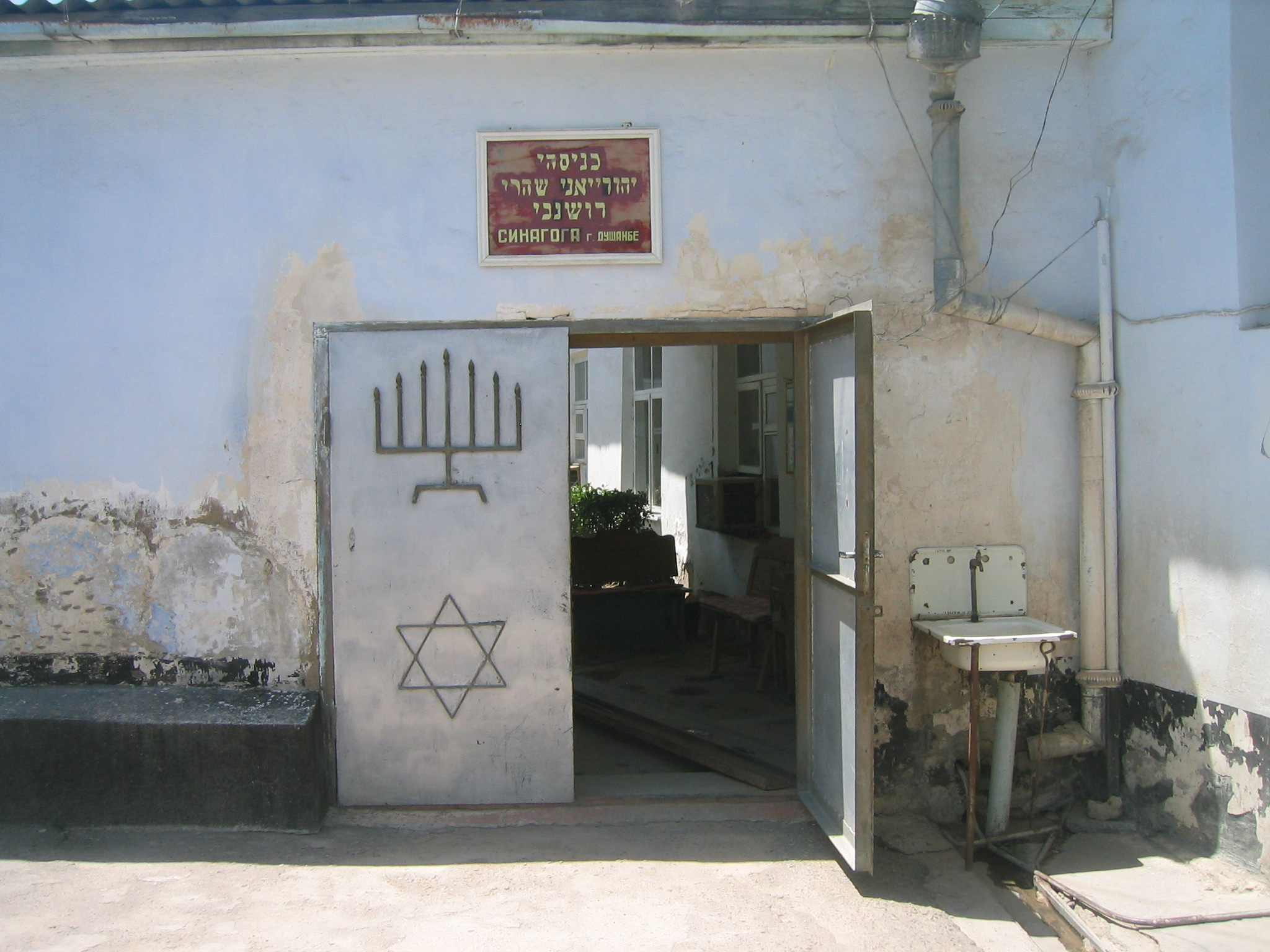
Entrada principal a la antiga sinagoga de Dusambé, junio de 2006.

Cuando se inició la destrucción del edificio, la sinagoga era el centro espiritual de la comunidad judía de Dusambé, estimada entre unas 150 a 350 personas. Esta era la última sinagoga que quedaba en pie en Tayikistán. Mientras que el gobierno afirmaba que el edificio no tenía importancia histórica y podía ser destruido de acuerdo con los planes de renovación urbanística de la ciudad, la comunidad judía declaró públicamente que, siendo el único lugar de rezos en un país que había sido un hogar para los judíos durante más de dos mil años, el edificio tenía mucha importancia histórica. Además la propiedad del edificio era disputada. La comunidad afirmaba que poseía documentos de la era pre-soviética que demuestran que el edificio y la tierra donde fue construido habían sido comprados por la comunidad judía. Por el contrario, las autoridades municipales de la ciudad declararon que el Estado era el propietario del edificio porque  fue nacionalizado por los soviéticos en el año 1952.

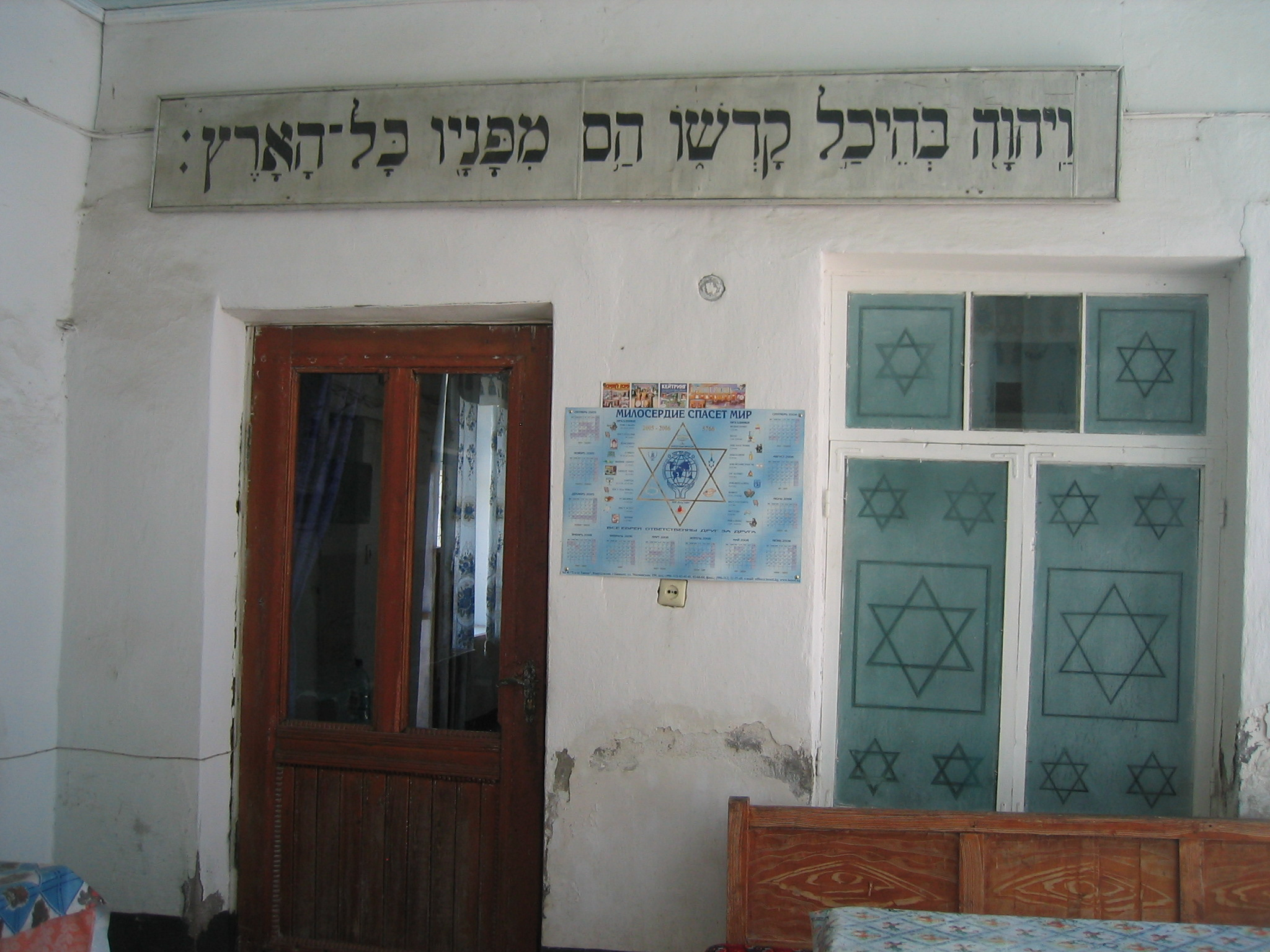
Cortijo de la antigua sinagoga de Dusambé, junio de 2006.

En el año 2004, el Rabino Jefe de Asia Central, Rav Abraham Dovid Gurevich, denunció públicamente el antisemitismo en Tayikistán, de mayoría musulmana, ante los medios internacionales, explicando que para el gobierno de Tayikistán sería una gran vergüenza tener una sinagoga al lado del nuevo palacio presidencial, mientras el Departamento de Estado de los Estados Unidos calificó el asunto como "burocrático, pero ideológico". La UNESCO envió una carta abierta al gobierno de Tayikistán en el año 2004, explicando que la destrucción de la sinagoga estaría "en contra de los estándares internacionales para la defensa de la herencia cultural de los países". La BBC reportó en el año 2006 que "las personas que estaban en contra de la destrucción habían sido amenazadas por el gobierno y la mayor parte de la comunidad tenía temor de expresarse a los medios sobre el tema".
En marzo de 2006, parecía que por un corto período de tiempo, el gobierno Tayiko iba a permitir que la comunidad judía pudiese efectuar sus rezos en la sinagoga. Sin embargo, en mayo de 2006, el gobierno anunció que iba a construir una nueva sinagoga en "un espacio más apropiado en el centro de la ciudad". La comunidad intentaba mientras tanto, en las cortes, proteger la antigua sinagoga, mas en junio del año 2008, las cortes de la ciudad decidieron que la destrucción de la sinagoga iba a llevarse a cabo de acuerdo con los planes de desarrollo urbanístico de la ciudad. Aunque el gobierno rehúsa a compensar a la comunidad por la destrucción del edificio, entregó un espacio de 1.500 metros cuadrados para la construcción de una nueva sinagoga en la ribera del río Dushanbinka, en el barrio de Firdavsi, en el oeste de la ciudad, no en el centro. Después de la destrucción de la antigua sinagoga, en junio de 2008, el presidente de la Federación de Comunidades judías de la CEI, Lev Leviev, confirmó durante una visita a Dusambé que la construcción de la nueva sinagoga iba a ser iniciada pronto, y financiada por la FCJ, el Congreso Mundial Bujarí y donantes particulares.

## La nueva sinagoga es inaugurada
El 4 de mayo de 2009, la comunidad judía de Dusambé inauguró la nueva sinagoga de la ciudad, la cual se ubica en una edificación donada por el banquero tayiko Hasan Assadullozoda, dueño del banco Orient-Bank y además cuñado del presidente del país. La nueva sinagoga se encuentra ubicada en la calle Ozodii Zanon, en una de las mejores zonas de la ciudad.